# Kobisenmühle
Die Kobisenmühle ist eine restaurierte alte Wassermühle des 1450 erstmals erwähnten Kobishofes in Sankt Georgen im Schwarzwald, an der die Arbeitsweise einer alten Hof- bzw. Bauernmühle zu erleben ist. Die Mühle gehört zu den seltenen noch erhaltenen Mühlenbauwerken mit zwei Mahlgängen. Sie bietet außer dem reinen Mahlen des Mehls auch Werke zum Trennen von Kern und Spelze sowie zum Schroten.
Koordinaten: 48° 5′ 36,7″ N, 8° 20′ 25,8″ O